# تليف خلالي مرتبط بالتدخين
التليف الخلالي المرتبط بالتدخين (SRIF) (بالإنجليزية: Smoking-related interstitial fibrosis)‏ هو شذوذ في الرئتين يتميز بترسب مفرط للكولاجين داخل جدر الحويصلات الهوائية (التليف الخلالي). يمكن رؤية هذا الشذوذ باستخدام المجهر وتشخيصه من قبل علماء الأمراض. يحدث بسبب تدخين السجائر.

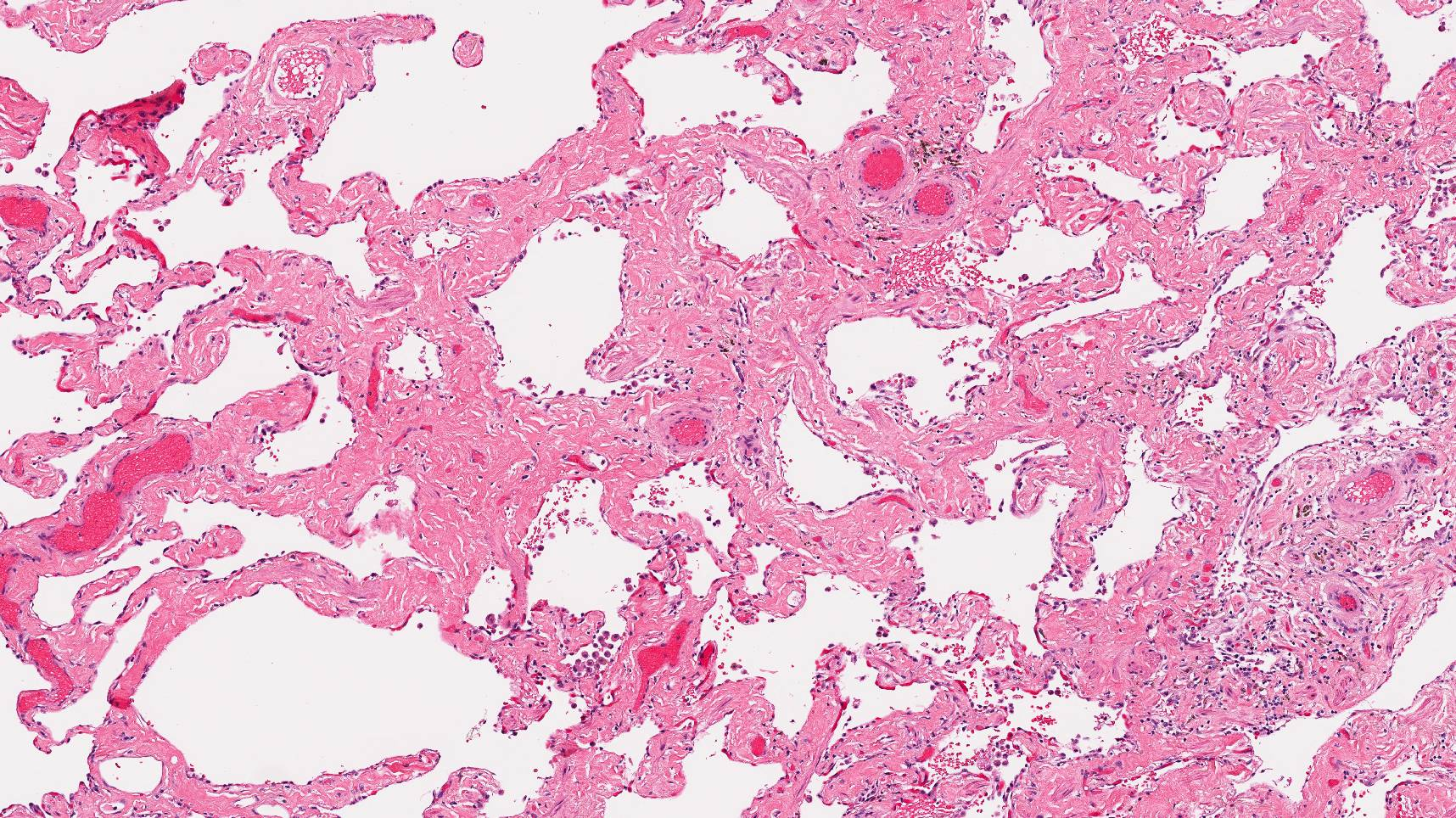
صورة مجهرية لتليف خلالي مرتبط بالتدخين كما يراها أخصائي علم الأمراض من خلال المجهر. تُصبغ الأنسجة الموجودة على الشريحة بصبغتين قياسيتين (الهيماتوكسيلين : أزرق، الإيوزين : وردي) لجعلها مرئية.. لاحظ أن الكولاجين الزائد في الصورة يعطي الحويصلات الهوائية لونًا ورديًا.

صاغ مصطلح SRIF الدكتورة آنا لويز كاتزنستين (عالمة أمراض) وزملاؤها في عام 2010 في دراسة لعينات من الرئة أُزيلت جراحيًا بسبب سرطان الرئة. منذ ذلك الحين، أكد باحثون آخرون نفس الشذوذ في رئتي مجموعة فرعية من المدخنين.

## التعريف
السمة المميزة للتليف الخلالي المرتبط بالتدخين هي نوع مميز/فريد من التليف يتميز بحزم كولاجين "حبلية" داخل جدران الأكياس الهوائية (الحويصلات الهوائية)، دائمًا تقريبًا ما يرتبط بتشوهات أخرى مرتبطة بالتدخين مثل البلاعم الصبغية وانتفاخ الرئة.

## الأعراض السريرية
تُكتشف معظم حالات التليف الرئوي المرتبط بالتدخين (SRIF) بشكل عرضي من قبل أخصائيي علم الأمراض الذين يفحصون أنسجة الرئة المأخوذة جراحيًا من مرضى سرطان الرئة. لا يعاني هؤلاء المرضى عمومًا من أي أعراض تُعزى إلى التليف، على الرغم من أنهم قد يعانون من أعراض تُعزى إلى انتفاخ الرئة (داء الانسداد الرئوي المزمن)، وهو خلل شائع بين المدخنين المصابين بسرطان الرئة. كما اُبلغ عن عدد قليل من حالات التليف الرئوي المرتبط بالتدخين التي راجع فيها المرضى الأطباء بسبب السعال وضيق التنفس. كان هؤلاء المرضى جميعًا من المدخنين الشرهين واعتبروا مصابين بشكل من أشكال مرض الرئة الخلالي. كان معظمهم في الأربعينيات من العمر ولديهم تشوهات في اختبارات وظائف الرئة، وأكثرها شيوعًا انخفاض قدرة الانتشار لأول أكسيد الكربون (DLCO). بشكل عام، بقيت أعراضهم مستقرة (لم تتدهور) على مدى متابعة تصل إلى 10 سنوات.

## دور التدخين
حتى تاريخه، جميع المرضى المبلغ عنهم والمصابين بالتليف الرئوي المرتبط بالتدخين كانوا من المدخنين الحاليين الشرهين أو المدخنين السابقين، مما يعطي مصداقية للتأكيد على أن هذه الحالة ناجمة عن التدخين. لا توجد تقارير منشورة عن حالات التليف الرئوي المرتبط بالتدخين في غير المدخنين مطلقًا.

## النتائج التصويرية
معظم حالات التليف الخلالي المرتبط بالتدخين لا يمكن اكتشافها سريريًا (مخفية سريريًا)، ولا تظهر عليها تشوهات مرئية في التصوير المقطعي المحوسب للصدر. في الحالات المخفية سريريًا، وُصفت مجموعة من النتائج في التصوير المقطعي المحوسب، بما في ذلك عدم وجود تشوهات، مناطق ذات كثافة منخفضة، تكيسات عنقودية بجدران مرئية، وعتامة الزجاج المصنفر مع أو بدون تشبُّك. في المرضى الذين يعانون من أعراض، تشمل السمات الإشعاعية الموصوفة في التصوير المقطعي المحوسب للصدر (التصوير المقطعي المحوسب للصدر، أو صور الأشعة المقطعية للصدر) عتامة الزجاج المصنفر ثنائي الجانب (ضبابية في كلتا الرئتين) وانتفاخ الرئة بدون تشبُّك، توسع القصبات الجرّي أو رئة مُنخربة (تَشَكُّلُ نَسيجٍ شَبَكِيّ في الرئة).

## العلاج والتشخيص
توجد بيانات محدودة للغاية حول علاج ومتابعة التليف الخلالي المرتبط بالتدخين. ذكرت إحدى الدراسات أن الكورتيكوستيرويدات لم تكن مفيدة. أدى التوقف عن التدخين إلى استقرار/عدم تقدم المرض بعد عدة سنوات من المتابعة. كما وُثقت تحسينات في اختبارات وظائف الرئة مع التوقف عن التدخين.